# Уравнение Нернста
Уравнение Нернста — уравнение, связывающее окислительно-восстановительный потенциал системы с активностями веществ, входящих в электрохимическое уравнение, и стандартными электродными потенциалами окислительно-восстановительных пар. Было выведено немецким физико-химиком Вальтером Нернстом. Также оно может выражать равновесный потенциал на мембране клетки.

## Вывод уравнения Нернста
Нернст изучал поведение электролитов при пропускании электрического тока и открыл закон, устанавливающий зависимость между электродвижущей силой (разностью потенциалов) и ионной концентрацией. Уравнение Нернста позволяет предсказать максимальный рабочий потенциал, который может быть получен в результате электрохимического взаимодействия, когда известны давление и температура. Таким образом, этот закон связывает термодинамику с электрохимической теорией в области решения проблем, касающихся сильно разбавленных растворов.
Для реакции, записанной в сторону восстановления, выражение записывается в виде:
{\displaystyle E=E^{\circ }+{\frac {RT}{nF}}\ln \prod a_{i}^{\nu _{i}}},
где:
- {\displaystyle E} — электродный потенциал, {\displaystyle E^{\circ }} — стандартный электродный потенциал, измеряется в вольтах;
- {\displaystyle R} — универсальная газовая постоянная, равная 8,314 Дж/(моль·K);
- {\displaystyle T} — абсолютная температура;
- {\displaystyle F} — постоянная Фарадея, равная 96485,33 Кл·моль−1;
- {\displaystyle n} — число электронов, участвующих в процессе;
- {\displaystyle a_{i}} — активности участников полуреакции,
- {\displaystyle \nu _{i}} — их стехиометрические коэффициенты (положительны для продуктов полуреакции (окисленной формы), отрицательны для реагентов (восстановленной формы)).

В простейшем случае полуреакции вида
{\displaystyle {\rm {Red}}-n~{\rm {{e}^{-}\rightleftharpoons {\rm {Ox}}}}}
уравнение сводится к виду
{\displaystyle E=E^{\circ }+{\frac {RT}{nF}}\ln {\frac {a_{\rm {Ox}}}{a_{\rm {Red}}}}},
где {\displaystyle a_{\rm {Ox}}} и {\displaystyle a_{\rm {Red}}} — активности соответственно окисленной и восстановленной форм вещества.
Если в формулу Нернста подставить числовые значения констант {\displaystyle R} и {\displaystyle F} и перейти от натуральных логарифмов к десятичным, то при {\displaystyle T=298~{\rm {K}}} получим
{\displaystyle E=E^{\circ }+{\frac {0,0591~{\rm {V}}}{n}}\lg \prod a_{i}^{\nu _{i}}}

### Связь уравнения Нернста с константой равновесия
Рассмотрим следующие реакции:
{\displaystyle {a~{\rm {Ox}}}_{1}+n~{\rm {{e}^{-}\rightleftharpoons {a~{\rm {Red}}}_{1}}}}
{\displaystyle {b~{\rm {Red}}}_{2}-n~{\rm {{e}^{-}\rightleftharpoons {b~{\rm {Ox}}}_{2}}}}
Для реакции а:
{\displaystyle E=E_{{ox_{1}}/{red}_{1}}^{\circ }+{\frac {RT}{nF}}\ln {\frac {[\mathrm {Ox} _{1}]^{a}}{[\mathrm {Red} _{1}]^{a}}}}
Для реакции b:
{\displaystyle E'=E_{{ox_{2}}/{red}_{2}}^{\circ }+{\frac {RT}{nF}}\ln {\frac {[\mathrm {Ox} _{2}]^{b}}{[\mathrm {Red} _{2}]^{b}}}}
При установившемся равновесии окислительные потенциалы обеих систем равны  E' = E  , или:
{\displaystyle E_{{ox_{1}}/{red}_{1}}^{\circ }+{\frac {RT}{nF}}\ln {\frac {[\mathrm {Ox} _{1}]^{a}}{[\mathrm {Red} _{1}]^{a}}}=E_{{ox_{2}}/{red}_{2}}^{\circ }+{\frac {RT}{nF}}\ln {\frac {[\mathrm {Ox} _{2}]^{b}}{[\mathrm {Red} _{2}]^{b}}}}
откуда:
{\displaystyle E_{{ox_{1}}/{red}_{1}}^{\circ }-E_{{ox_{2}}/{red}_{2}}^{\circ }={\frac {RT}{nF}}[\ln {\frac {[\mathrm {Ox} _{2}]^{b}}{[\mathrm {Red} _{2}]^{b}}}-\ln {\frac {[\mathrm {Ox} _{1}]^{a}}{[\mathrm {Red} _{1}]^{a}}}]={\frac {RT}{nF}}\ln {\frac {[\mathrm {Red} _{1}]^{a}}{[\mathrm {Ox} _{1}]^{a}}}{\frac {[\mathrm {Ox} _{2}]^{b}}{[\mathrm {Red} _{2}]^{b}}}}
На основании уравнения:
{\displaystyle K_{{ox}/{red}}={\frac {[\mathrm {Red} _{1}]^{a}}{[\mathrm {Ox} _{1}]^{a}}}{\frac {[\mathrm {Ox} _{2}]^{b}}{[\mathrm {Red} _{2}]^{b}}}}
{\displaystyle E_{{ox_{1}}/{red}_{1}}^{\circ }-E_{{ox_{2}}/{red}_{2}}^{\circ }={\frac {RT}{nF}}\ln K_{{ox}/{red}}}
или:
{\displaystyle {\frac {(E_{1}^{\circ }-E_{2}^{\circ })nF}{RT}}=\ln K_{{ox}/{red}}},
следовательно Kox/red равна:
{\displaystyle K_{{ox}/{red}}=e^{\frac {(E_{1}^{\circ }-E_{2}^{\circ })nF}{RT}}}.

### Пример расчёта константы равновесия
Рассмотрим вычисление константы равновесия окислительно-восстановительных реакций — Kox/red на примере окислительно-восстановительной реакции:
{\displaystyle {\ce {MnO4- +8H+ + 5Fe^{2+}<=> Mn^2+ + 5Fe^3+ + 4H2O}}}
В ходе реакции протекают две полуреакции — восстановление перманганат-аниона и окисление катиона Fe2+ по уравнениям:
{\displaystyle {\ce {MnO4- + 8H+ + 5e- <=> Mn^2+ + 4H2O}}}
{\displaystyle {\ce {Fe^{2}+-\,e^{-}<=>Fe^{3}+}}}
Количество электронов, принимающих участие в полуреакции 5, то есть n = 5; стандартные потенциалы для участников полуреакции:
{\displaystyle E_{{MnO_{4}^{-}}/{Mn^{2+}}}^{\circ }=1,507~{\rm {V}}}
{\displaystyle E_{{Fe^{3}+}/{Fe^{2+}}}^{\circ }=0,771~{\rm {V}}}.
Находим {\displaystyle K} по уравнению:
{\displaystyle \ln K_{{MnO_{4}^{-}}/{Fe^{2+}}}={\frac {(1,507~{\rm {{V}-0,771~{\rm {{V})\cdot 5\cdot 96\,485~{\text{C/mol}}}}}}}{8,314~{\text{J/(mol K)}}\cdot 298~{\text{K}}}}=143,31}.
Следовательно
{\displaystyle K_{{MnO_{4}^{-}}/{Fe^{2+}}}=e^{143,31}=1,732\cdot 10^{62}}.